# The Naked Spur
The Naked Spur (bra: O Preço de um Homem; prt: Esporas de Aço) é um filme estadunidense, de 1953, do gênero faroeste, dirigido por Anthony Mann, roteirizado por Sam Rolfe e Harold Jack Bloom, com música de Bronislau Kaper.
Locações no norte de Durango (Colorado).

## Elenco
- James Stewart ....... Howard Kemp, um amargo caçador de recompensas que tenta usar o dinheiro do prêmio para recuperar seu rancho, que perdera por traição de sua ex-noiva
- Janet Leigh ....... Lina Patch, filha de um criminoso amigo de Ben, ela o acompanha por não conhecer mais ninguém e tenta ajudá-lo a fugir
- Robert Ryan ....... Ben Vandergroat, criminoso cruel e ardiloso, com a cabeça colocada a prêmio
- Ralph Meeker ....... Roy Anderson, ex-soldado da cavalaria, com baixa desonrosa por sua amoralidade e falta de caráter
- Millard Mitchell ....... Jesse Tate, garimpeiro azarado que nunca achou ouro, ajuda Kemp a encontrar Ben

## Sinopse

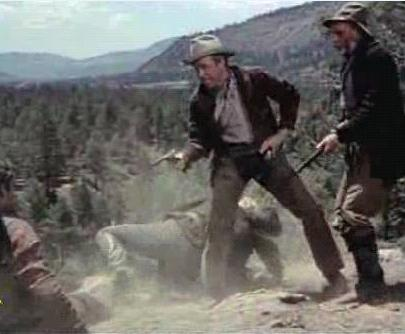
Cena do trailer do filme

Em março de 1868, Howard Kemp persegue o bandido Ben Vandergroat, procurado por assassinar um xerife em Abilene, Kansas, em 12 de março de 1868.
Kemp chega às Montanhas Rochosas no sudoeste do Colorado e encontra o velho garimpeiro solitário, Jesse Tate, que o ajuda a rastrear a trilha de Ben. Tate acha que Kemp é um xerife e este não corrige o engano e não fala da recompensa de cinco mil dolares por Ben.
Ao encontrarem Ben no alto de uma montanha, arremessando pedras para quem está abaixo, chega o ex-tenente da 6ª Cavalaria Roy Anderson, dispensado do Forte Ellis na Trilha Bozeman por baixa desonrosa e perseguido por um grupo de índios Pés-pretos. Anderson percebe que Kemp está atrás de uma recompensa e o ajuda a capturar Ben, mas não lhe conta dos índios. Junto do bandido estava a jovem Lina Patch, filha do amigo de Ben, Frank Patch, morto ao tentar roubar um banco em Abilene.
Ao ser capturado e amarrado, Ben conta aos outros que Kemp é um caçador de recompensas e os homens agora querem dividir o prêmio. Contrariado, Kemp não vê outra maneira senão permitir que eles o acompanhem até Abilene para entregar Ben às autoridades. Ben percebe que os homens não confiam uns nos outros e usa de todas as artimanhas e truques para fazer com que eles briguem entre si e com isso consiga fugir.